# Hexacentrus borneensis
Hexacentrus borneensis är en insektsart som beskrevs av Willemse, C. 1961. Hexacentrus borneensis ingår i släktet Hexacentrus och familjen vårtbitare. Inga underarter finns listade i Catalogue of Life.